# Championa elegans
Espèce
Championa elegans est une espèce d'insectes coléoptères de la famille des cérambycidés, de la sous-famille des Cerambycinae et de la tribu des Heteropsini. Elle est trouvée au Mexique.